# 格林纳达行政区划
格林纳达全国划分为六个区以及卡里亚库岛、小马提尼克岛。6个区中4个得名于英国的守护圣人，其余两个得名于两位福音传道者。 
6个区分别为：
- 聖馬克區
- 聖帕特里克區
- 聖約翰區
- 聖安德魯區
- 聖喬治區
- 聖戴維區